# La Génération perdue
Albums de Johnny Hallyday
Johnny chante Hallyday
(1965) Johnny 67
(1967)
Singles
1. (EP) Cheveux longs et idées courtes - Du respect - Les coups - Si tout change
Sortie : 10 mai 1966
2. (EP) Noir c'est noir - Promenade dans la forêt du Brabant (instrumental) - La génération perdue - Absolument Hyde Park (instrumental)
Sortie : 20 septembre 1966
3. (EP) Si j'étais un charpentier - Je veux te graver dans ma vie - La fille à qui je pense - On s'est trompé
Sortie : 7 décembre 1966

La Génération perdue est le 8e album studio de Johnny Hallyday sorti en 1966.
L'album est réalisé par Lee Hallyday.

## Histoire
Enregistré, à Londres à Olympic Sound Studio, ce 8ème album studio de Johnny Hallyday marque un tournant de sa carrière. Il renouvelle grandement son répertoire, et les chansons La génération perdue, Je veux te graver dans ma vie (Got to Get You into My Life - quatrième et dernière adaptation d'un titre des Beatles), La fille à qui je pense, Je me suis lavé les mains dans une eau sale, Quand un homme perd ses rêves, Noir c'est noir, ou encore Cheveux longs et idées courtes, sont autant de titres forts pour la scène, qu'Hallyday présente en exclusivité, la veille de la sortie de l'album, à l'Olympia de Paris lors d'un Musicorama.

## Autour de l'album
Références originales :
édition mono : Philips 70 381 L
édition stéréo : Philips 840 536 PY
Seconde édition : stéréo 6325 193
édition CD en 2000 en fac-similé : 546948
Don't Need Nobody est un trio réunissant Mick Jones, Tommy Brown (respectivement guitariste et batteur du chanteur) et Johnny Hallyday.
L'album compte de nombreux classiques : La génération perdue, Noir c'est noir, La fille à qui je pense, Je veux te graver dans ma vie et Cheveux longs et idées courtes.
Pour le cinquantième anniversaire, l'album est Réédité, le 27 mai 2016, en vinyles :
- double LP / Référence Mercury Universal 536886-9

Le disque 1 propose les titres de l'album de 1966 avec les prises complètes des titres : Quand un homme perd ses rêves, Don't need nobody, Le jeu que tu joues et Cheveux longs et idées courtes. Le disque 2 réunit les singles parus en 1966.
- LP Mercury Universal 536887-0 : l'édition reprend la pochette originale de 1966 (elle inclut également les versions complètes des quatre titres ci-dessus cités).

La génération perdue est également réédité en coffret double CD + DVD / Référence Mercury Universal 5368865 : Les CD sont identiques au double LP ; le DVD propose Johnny, je suis seul reportage extrait de l'émission Cinq colonnes à la une du 4 novembre 1966.

## Réception
Selon l'édition française du magazine Rolling Stone, cet album est le 25e meilleur album de rock français.

## Titres
| 1.  | La génération perdue                                                           | Long Chris                | Johnny Hallyday                             | 3:15 |
| 2.  | On s'est trompé                                                                | Ralph Bernet              | Mick Jones, Tommy Brown                     | 2:46 |
| 3.  | Je me suis lavé les mains dans une eau sale (I Washed My Hands in Muddy Water) | Long Chris (adaptation)   | Joe Babcock                                 | 3:01 |
| 4.  | Quand un homme perd ses rêves (When A Man Loves A Woman)                       | Ralph Bernet (adaptation) | Calvin Lewis, Andrew Wright                 | 2:45 |
| 5.  | Don't Need Nobody (en trio avec M. Jones et T. Brown)                          | Mick Jones, Tommy Brown   | Mick Jones, Tommy Brown                     | 3:28 |
| 6.  | De loin en loin                                                                | Ralph Bernet              | Johnny Hallyday                             | 2:22 |
| 7.  | Noir c'est noir (Black Is Black)                                               | Georges Aber (adaptation) | Tony Haynes, Michelle Grainger, Steve Wadey | 3:16 |
| 8.  | La fille à qui je pense                                                        | Ralph Bernet              | Johnny Hallyday, Jacques Revaux             | 3:01 |
| 9.  | Je veux te graver dans ma vie (Got to Get You into My Life)                    | Long Chris (adaptation)   | John Lennon, Paul McCartney                 | 2:54 |
| 10. | Le jeu que tu joues (With a girl like you)                                     | Georges Aber              | Reg Presley                                 | 2:30 |
| 11. | Elle reviendra                                                                 | Ralph Bernet              | Johnny Hallyday, Jacques Revaux             | 3:17 |
| 12. | Cheveux longs et idées courtes                                                 | Gilles Thibaut            | Johnny Hallyday                             | 3:45 |

- La génération perdue, édition 2016 (double vinyle et double CD + DVD)
- Disque 1

| 1.  | La génération perdue                            | 3:19 |
| 2.  | On s'est trompé                                 | 2:45 |
| 3.  | Je me suis lavé les mains dans une eau sale     | 3:03 |
| 4.  | Quand un homme perd ses rêves (prise complète)  | 3:02 |
| 5.  | Don't Need Nobody (prise complète)              | 3:36 |
| 6.  | De loin en loin                                 | 2:20 |
| 7.  | Noir c'est noir                                 | 3:18 |
| 8.  | La fille à qui je pense                         | 3:02 |
| 9.  | Je veux te graver dans ma vie                   | 2:58 |
| 10. | Le jeu que tu joues (With a girl like you)      | 2:50 |
| 11. | Elle reviendra                                  | 3:17 |
| 12. | Cheveux longs et idées courtes (prise complète) | 4:01 |

- Disque 2

| 1.  | Le diable me pardonne | Gilles Thibaut                          | Johnny Hallyday                               | 2:49 |
| 2.  | Toi qui t'en vas | Gilles Thibaut                          | Johnny Hallyday                               | 3:35 |
| 3.  | Pour nos joies et pour nos peines (Hallelujah)                                                                                     | Jean-Jacques Debout (adaptation)        | Traditionnel                                  | 2:38 |
| 4.  | Tu oublieras mon nom | Gilles Thibaut                          | Johnny Hallyday                               | 1:51 |
| 5.  | Je l'aime (Girl) | Hugues Aufray, Vline Buggy (adaptation) | John Lennon, Paul McCartney                   | 2:46 |
| 6.  | Maintenant ou jamais (If You Got Go, Go Now)                                                                                       | Gilles Thibaut (adaptation)             | Bob Dylan                                     | 2:23 |
| 7.  | Jusqu'à minuit (In The Midnight Hour)                                                                                              | Wilson Pickett, Steve Cropper           | Georges Aber (adaptation)                     | 2:35 |
| 8.  | N'y crois pas (listé N'y crois pas, mais à l'écoute il s'agit du titre Ne crois pas ça autre chanson de J.Hallyday, parue en 1965) | Gilles Thibaut, Jean Setti              | Johnny Hallyday                               | 2:54 |
| 9.  | Du respect (prise complète) (Respect)                                                                                              | Georges Aber (adaptation)               | Otis Redding                                  | 2:12 |
| 10. | Les coups (prise complète) (Uptight (Everything's Alright))                                                                        | Georges Aber (adaptation)               | Henry Cosby, Sylvia Rose Moy, Stevie Judkins, | 2:57 |
| 11. | Si tout change (Our World) | Jacques Chaumelle (adaptation)          | Paul Barnes, Paul Evans                       | 2:52 |
| 12. | Si j'étais un charpentier (If I Were A Carpenter)                                                                                  | Long Chris (adaptation)                 | Tim Hardin                                    | 2:21 |
| 13. | Il te faut grandir encore (titre resté inédit jusqu'en 1993)                                                                       | Jacques Revaux, Ralph Bernet            | Mick Jones, Tommy Brown                       | 2:45 |
| 14. | Absolument Hyde Park (instrumental)                                                                                                |                                         | Mick Jones, Tommy Brown, Raymond Donnez       | 3:11 |
| 15. | Promenade dans la forêt du brabant (instrumental)                                                                                  |                                         | Mick Jones, Tommy Brown, Giorgio Gomelsky     | 2:28 |

## Musiciens
Album La Génération perdue
The Blackburd (orchestre de Johnny Hallyday) sur l'ensemble des titres (sauf indication contraire) :
- Mick Jones : guitare
- Tommy Brown : batterie
- Gérard Fournier (Papillon) : basse
- Raymond Donnez : keyboards, harmonica
- Brian Auger : orgue
- Jean Tosan : saxophone
- Gérard Pisani, Pierre Ploquin, Jacques Ploquin, Gilles Pellegrini : trompette
- Luis Fuentes : trombone, percussions

Cheveux longs et idées courtes : 
- Eddie Vartan et son orchestre
- Mick Jones : guitare acoustique

## Classements hebdomadaires
| Classement (2000) | Meilleure position |
| ----------------- | ------------------ |
| France (SNEP)     | 40                 |

| Classement (2016-17)         | Meilleure position |
| ---------------------------- | ------------------ |
| Belgique (Wallonie Ultratop) | 19                 |
| France (SNEP)                | 18                 |
| Suisse (Schweizer Hitparade) | 97                 |
| Suisse (Charts Romandie)     | 21                 |